# Vanasushava pedata
Vanasushava pedata är en flockblommig växtart som först beskrevs av Robert Wight, och fick sitt nu gällande namn av P.K.Mukh. och Lincoln Constance. Vanasushava pedata ingår i släktet Vanasushava och familjen flockblommiga växter. Inga underarter finns listade i Catalogue of Life.